# Атласная пёстрая мухоловка

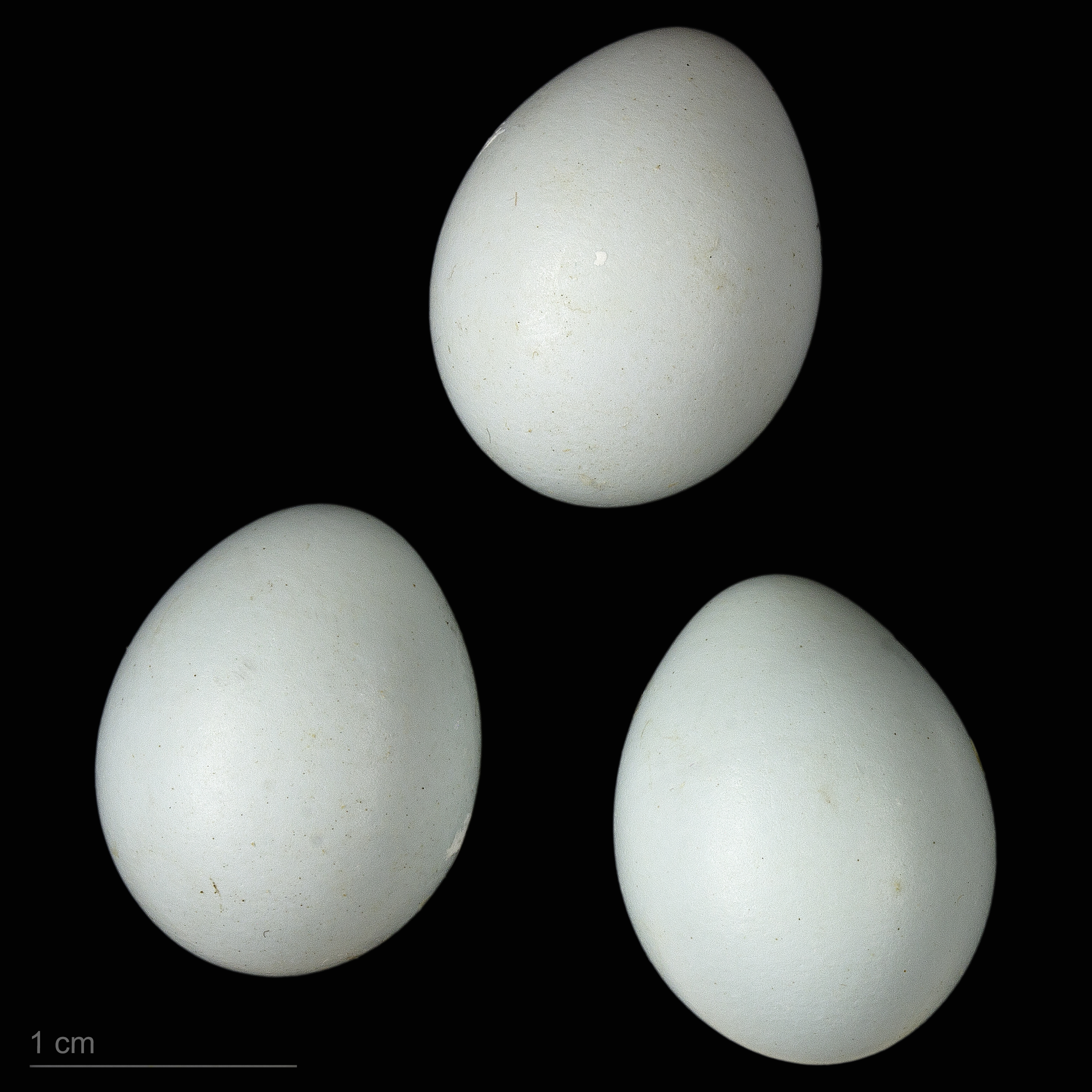
яйцо Ficedula speculigera - Тулузский музеум

Атласная пестрая мухоловка (лат. Ficedula speculigera) — вид воробьиных птиц из семейства мухоловковых.

## Таксономия
Ранее таксон считался подвидом Ficedula hypoleuca, но в работе Sætre et al. (2001) было рекомендовано рассматривать его в качестве отдельного вида. Вопросы идентификации рассматривались также в Etherington and Small (2003) и van den Berg et al. (2006).

## Распространение
Эндемичный гнездящийся вид северо-западной Африки. Птицы встречаются на территории Марокко, на севере Алжира и Туниса.

## Описание
У птицы имеются большие белые пятна на крыльях и лбу.